# Steltrallen
Steltrallen (Mesitornithidae) zijn een familie van vogels die traditioneel tot de orde kraanvogelachtigen gerekend werden zijn tegenwoordig onder een eigen orde Mesitornithiformes. De familie telt 3 soorten.

## Kenmerken
Ze zijn donkerbruin van kleur en worden 25 tot 28 centimeter groot. 

## Leefwijze
Het voedsel bestaat uit zaden, vruchten en insecten. 

## Verspreiding en leefgebied
De drie soorten leven in de bossen van Madagaskar. 

## Taxonomie
De positie van de steltrallen binnen de kraanvogelachtigen is altijd tentatief geweest en dat daar verandering in zou komen is niet erg verbazend. In het DNA-onderzoek van Hackett et al. (2008) kwam er een vrij nauwe verwantschap met de duiven uit de bus, op wat grotere afstand gevolgd door de zandhoenders, de keerkringvogels en een tak die de futen en flamingo's omvat. Dat deze zeer uiteenlopende groepen een geheel zouden vormen is natuurlijk wel verbazend.
- Geslacht Mesitornis
  - Mesitornis unicolor (bruine steltral)
  - Mesitornis variegatus (witborststeltral)
- Geslacht Monias
  - Monias benschi (Bensch' monias)